# Laurent de Bartillat
Laurent de Bartillat, né en 1963, est un scénariste et réalisateur français.

## Biographie
Après des études en histoire de l'art à la Sorbonne, Laurent de Bartillat travaille comme photographe et scénariste,. Il réalise en outre plusieurs courts métrages ainsi que des documentaires pour la télévision.

## Filmographie

### Courts métrages
- 1987 : La Villa du cap
- 1991 : Cette Europe-là
- 1992 : Seul
- 1997 : Sang d'encre
- 1998 : Blême

### Longs métrages
- 1993 : 365 jours
- 2007 : Ce que mes yeux ont vu

## Distinctions
Récompenses
- 2005 : Prix du public (meilleur scénario) au Festival Premiers Plans d'Angers

Nominations
- 2011 : César de la meilleure adaptation pour L'homme qui voulait vivre sa vie d'Éric Lartigau

## Publications
- J'ai entraperçu les moustaches du diable (avec Philippe Monnet), Fayard, 2000
- Stop (avec Simon Retallack[3]), Seuil, 2003